# Olaf Arndt (Radsportler)
Olaf Arndt (* 31. Dezember 1963 in Berlin) ist ein ehemaliger deutscher Radrennfahrer, der in der DDR aktiv war, und Junioren-Weltmeister im Radsport.

## Sportliche Laufbahn
Arndt war im Bahnradsport aktiv. Er war Mitglied im Verein TSC Berlin, als er 1981 den größten Erfolg seiner sportlichen Karriere feiern konnte. Bei den UCI-Junioren-Weltmeisterschaften im Sprint gewann er die Goldmedaille, nachdem er im Jahr zuvor bereits Zweiter hinter Maic Malchow geworden war. Im Finale schlug er den Italiener Rampazzo. In jenem Jahr konnte er als Junior auch in der Elite-Klasse bereits den Großen Preis von Budapest im Sprint gewinnen. 1982 wurde er bei den großen Preisen von Italien (hinter Giorgio Rossi) und Kopenhagen jeweils Zweiter, den Großen Preis der DDR beendete er als Vierter. In den nächsten Jahren hatte er noch einige vordere Plätze bei Sprintturnieren (etwa den 3. Platz im Großen Preis von Polen 1984), konnte aber nicht mehr an die großen Erfolge als Junior anknüpfen. 1987 beendete er seine Laufbahn.